# Січкарів Лука Іванович
Лука́ Іванович Січка́рів  (Січкарьов) (* 1741 — † 1809, Москва), вчений лінгвіст (знав 7 мов), письменник і перекладач, з козацького роду Ніженського полку; вчився в Київській Академії і Петербурзькому Акад. університеті, учень Михайла Ломоносова.
З 1762 — викладач у кадетських корпусах у Петербурзі, у 1780-их pp. — у штаті князя Потьомкіна в Південній Україні, керівник секретної експедиції; 1792—1798 — прокурор Святішого Синоду; член Вольно-Екон. Товариства.
Автор численних перекладів; видавець журналу «Смесь» (1769), у якому ставилися гострі соціально-політичні проблеми того часу. Складав опис Катеринославського намісництва (1792—1793). Помер у Москві.